# 奧列格·凱塔尼
奧列格·凱塔尼（Oleg Caetani，1956年—），義大利指揮家。
他出生在瑞士洛桑，烏克蘭指揮家伊戈爾·馬克維奇和他的第二任妻子唐娜（1921年至1990年）是他的父母，14世紀的教皇博義八世是他的祖先 。凱塔尼選擇使用他的母親的姓氏。
在2001年，凱塔尼進行了他的第一次指揮，在米蘭斯卡拉歌劇院演出《杜蘭朵》。

## 鏈結
- Oleg Caetani website（页面存档备份，存于）
- artist info
- Klassika German-language page on Caetani （页面存档备份，存于）
- Melbourne Symphony Orchestra biography of Caetani